# Copestylum opalicolor
Copestylum opalicolor är en tvåvingeart som först beskrevs av Hull 1943.  Copestylum opalicolor ingår i släktet Copestylum och familjen blomflugor.
Artens utbredningsområde är Bolivia. Inga underarter finns listade i Catalogue of Life.